# Vini (zoologia)
Vini Lesson, 1833 è un genere di uccelli della famiglia degli Psittaculidi.
Questo genere raggruppa 5 specie di lorichetti molto rari in natura, alcuni in pericolo di estinzione, che vivono in areali ristretti dove il loro habitat viene gradualmente distrutto dall'intervento dell'uomo.

## Descrizione
Non presentano evidente dimorfismo sessuale, hanno becco e zampe arancio, iride bruno-arancio e taglia attorno ai 18–19 cm.

## Tassonomia
Comprende le seguenti specie:
- Vini australis (J.F.Gmelin, 1788) - lorichetto capoblu
- Vini kuhlii (Vigors, 1824) - lorichetto di Kuhl
- Vini stepheni (North, 1908) - lorichetto di Stephen
- Vini peruviana (Statius Müller, 1776) - lorichetto blu
- Vini ultramarina (Kuhl, 1820) - lorichetto oltremarino
- † Vini sinotoi (Steadman & Zarriello, 1987) - lorichetto di Sinoto
- † Vini vidivici (Steadman & Zarriello, 1987) - lorichetto conquistato